# História do mobiliário

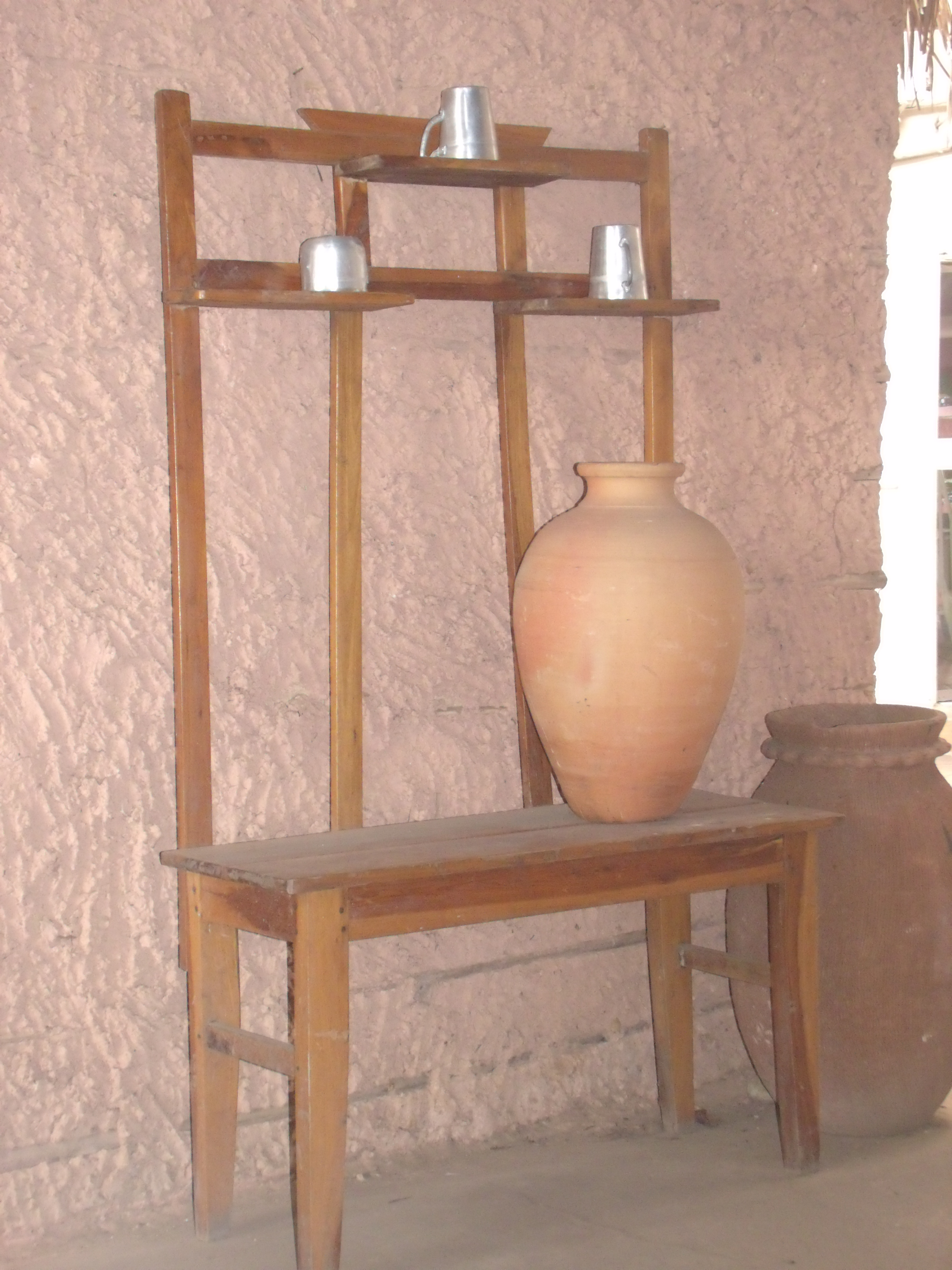
Banco-de-pote ou bilheiro uma mobília outrora componente das residências e atualmente peças decorativas, expositivas ou colecionáveis

A história do mobiliário desenvolve-se a partir do momento em que o Homem deixa de ser nómade, ou seja, desde o momento em que passa a possuir uma habitação fixa, e acompanha a sua história política, social e artística até à actualidade. Ao longo do tempo, o mobiliário foi evoluindo consoante as necessidades humanas, a capacidade técnica e a sua sensibilidade estética. Deste modo a sua caracterização varia muito de acordo com a região e a época, podendo-se fazer uma divisão por períodos ou estilos que se inserem mais ou menos dentro dos grandes movimentos da história da arte.
| Mobiliário da Antiguidade                | |
|                                          | Mobiliário da Mesopotâmia Ver também: Arte da Mesopotâmia                                            |
|                                          | Mobiliário do Antigo Egito Ver também: Arte do Antigo Egito                                          |
| Mobiliário na Antiguidade Clássica       | |
|                                          | Mobiliário da Grécia Antiga Mobiliário da Roma Antiga Ver também: Arte da Antiguidade Clássica       |
| Mobiliário da Idade Média                | |
|                                          | Mobiliário românico Mobiliário gótico Estilo Tudor Ver também: Arte da Idade Média                   |
| Mobiliário do Renascimento               | |
|                                          | Mobiliário do Renascimento Ver também: Renascimento                                                  |
| Estilos europeus a partir do século XVII | |
| França no século XVII                    | |
|                                          | Estilo Luís XIII Estilo Luís XIV Estilo Regência                                                     |
| França no século XVIII                   | |
|                                          | Estilo Luís XV Estilo Luís XVI Diretório                                                             |
| França no século XIX                     | |
|                                          | Estilo Império Estilo Restauração Estilo Luís Filipe e Estilo Napoleão III                           |
| Inglaterra no século XVII                | |
|                                          | Estilo Jacobita Estilo Restauração Estilo William & Mary                                             |
| Inglaterra no século XVIII               | |
|                                          | Estilo Queen Anne Estilo Georgeano Estilo Chippendale Estilo Adam Estilo Hepplewhite Estilo Sheraton |
| Inglaterra no século XIX                 | |
|                                          | Estilo Regency Estilo Vitoriano                                                                      |
| Portugal a partir do século XVII         | |
|                                          | Mobiliário do século XVII em Portugal Estilo D. João V Estilo D. José Estilo D. Maria                |
| Século XX                                | |
|                                          | Arts and Crafts Arte Nova Arte Deco Bauhauss Estilo Eduardiano                                       |
|                                          | |
| Mobiliário asiático                      | |
|                                          | Mobiliário chinês Mobiliário indiano Mobiliário japonês                                              |
| Mobiliário americano                     | |
|                                          | Estilo Colonial Estilo Federal Estilo Shaker                                                         |